# Tullemands Frieri
Tullemands Frieri er en dansk stum filmfarce fra 1910 produceret af Nordisk Films Kompagni. Filmens instruktør er ukendt.
Filmen blev i tysktalende lande distribueret under titlen Hänschens Bewerbung mit Hindernissen og i engelsketalende lande som Dicky's Courtship.

## Handling
Alois Nieswurz er ivrig efter at komme ud af døren for at fri til sin elskede, men alt spænder ben! Først er ringen væk og så stikker underklæderne gudhjælpeham ud af buksebagen. Mon det nogensinde lykkes den kejtede bejler at nå frem og ned på knæ?
I starten af det 20. århundrede bød en biografoplevelse på 3-4 korte film: først en reportage, så en dramatisk film og til slut en farce at gå hjem på. Tullemands frieri er et godt eksempel på en sådan farce, der formentlig har sendt sit publikum muntert ud af biografmørket.

## Medvirkende
- Victor Fabian
- Otto Lagoni
- Rigmor Jerichau